# Episcythrastis elaphitis
Episcythrastis elaphitis är en fjärilsart som beskrevs av Edward Meyrick 1937. Episcythrastis elaphitis ingår i släktet Episcythrastis och familjen mott. Inga underarter finns listade i Catalogue of Life.